# Supermarine Stranraer
Supermarine Stranraer – brytyjska rozpoznawcza łódź latająca, zaprojektowana i zbudowana w wytwórni lotniczej Supermarine.

## Historia rozwoju konstrukcji
Supermarine Stranraer został zaprojektowany według wymagań brytyjskiego Ministerstwa Lotniczego nr R.24/31 na dwusilnikową rozpoznawczą łódź latającą przez R. J. Mitchella, bardziej znanego później jako konstruktor myśliwca Supermarine Spitfire. Pierwszy prototyp, oblatany 24 czerwca 1934 roku, otrzymał w wytwórni nazwę wcześniejszego typu  Southampton Mk V. Po oblocie prototyp został przekazany do użytku Royal Air Force celem przetestowania w warunkach eksploatacyjnych.
29 sierpnia 1935 roku Ministerstwo Lotnicze złożyło zamówienie na serię 17 samolotów pod nazwą zmienioną na Stranraer. Dodatkowe zamówienie na sześć kolejnych egzemplarzy zostało złożone w maju następnego roku. Samoloty seryjne były napędzane silnikami gwiazdowymi Bristol Pegasus X w miejsce silników Bristol Pegasus III M w prototypie. Pierwsze łodzie latające dostarczono do 228 dywizjonu RAF w kwietniu 1937 roku, ostatni samolot serii zbudowano na początku 1939 roku.
W 1938 roku zakłady Canadian Vickers rozpoczęły licencyjną budowę Supermarine Stranraer na potrzeby Royal Canadian Air Force. Do 1941 roku zbudowano tam 40 samolotów.

## Działalność operacyjna
W RAF w łodzie latające Supermarine Stranraer wyposażono 4 dywizjony Coastal Command: 201, 209, 228 i 240. Były one wciąż w linii w chwili wybuchu II wojny światowej, jednak jako przestarzałe wycofano je ze służby już na początku 1941 roku. Nieco dłużej, do października 1942 roku przetrwały w roli samolotu treningowego.
RCAF rozpoczął użytkowanie Stranraerów w końcu 1938 roku. Wyposażone w nie były dywizjony patrolowo - bombowe nr 4, 5, 6, 7 i 9. Ich służba liniowa potrwała do 1944 roku, do zakończenia II wojny światowej pełniły funkcje treningowe. Trzynaście egzemplarzy zostało sprzedane przez rząd Kanady dla użytkowników cywilnych, latając jeszcze do 1957 roku.
Supermarine Stranraer był, obok zaprojektowanej według tych samych założeń łodzi latającej Saro London, ostatnią dużą dwupłatową łodzią latającą w służbie operacyjnej RAF. Z powodu słabych osiągów nie był lubiany przez załogi i personel naziemny.

## Opis konstrukcji
Dwusilnikowa dwupłatowa łódź latająca konstrukcji metalowej ze skrzydłami krytymi płótnem. Napęd stanowiły silniki Bristol Pegasus X o mocy 875 KM każdy. Uzbrojenie obronne składało się z trzech ruchomych karabinów maszynowych Lewisa kal. 7,7 mm umieszczonych na stanowiskach strzeleckich na dziobie i grzbiecie kadłuba oraz ogonowym. Samolot mógł przenosić do 454 kg bomb lub bomb głębinowych.